# Leptogomphus inclitus
Leptogomphus inclitus är en trollsländeart som först beskrevs av Selys 1878.  Leptogomphus inclitus ingår i släktet Leptogomphus och familjen flodtrollsländor. IUCN kategoriserar arten globalt som otillräckligt studerad. Inga underarter finns listade i Catalogue of Life.